# Cyclopropancarbonylchlorid
Cyclopropancarbonylchlorid ist eine organische Verbindung, konkret das Carbonsäurechlorid der Cyclopropancarbonsäure.

## Herstellung
Cyclopropylcarbonylchlorid kann durch Umsetzung von Cyclopropancarbonsäure mit Phosphortrichlorid hergestellt werden. Eine andere Methode ist die Reaktion von Cyclopropylmagnesiumbromid mit Kohlenstoffdioxid. Wird isotopenmarkiertes CO2 verwendet, kann entsprechend markiertes Cyclopropylcarbonylchlorid erhalten werden, beispielsweise mit 11C-CO2.

## Eigenschaften
Cyclopropancarbonylchlorid kristallisiert im monoklinen Kristallsystem in der Raumgruppe P21/m (Raumgruppen-Nr. 11) mit den Gitterparametern a = 6,287 Å; b = 7,092 Å, c = 5,647 Å und β = 101,83 ° sowie 2 Formeleinheiten pro Elementarzelle.

## Verwendung
Cyclopropancarbonylchlorid wird als Reagenz in der Synthese von Olaparib verwendet, das in der Medizin als PARP-Inhibitor dient. Weiterhin wird es für die Synthese des Herbizids Profluralin verwendet. Bei der Synthese des Buprenorphins kann die Cyclopropylmethyl-Gruppe durch Reaktion mit Cyclopropylcarbonylchlorid und anschließende Reduktion mit Lithiumaluminiumhydrid eingeführt werden. 11C-markiertes Cyclopropylcarbonylchlorid wurde zur Herstellung von entsprechend markiertem Buprenorphin verwendet, das als Radiopharmazeutikum für die Positronenemissionstomographie geeignet sein könnte. Analog zur Synthese von Buprenorphin kann es in der Synthese von Naltrexon und davon abgeleiteten Verbindungen verwendet werden, um die Cyclopropylmethyl-Gruppe einzuführen.